# Berberia
Genre
Le genre Berberia regroupe des lépidoptères (papillons) de la famille des Nymphalidae et de la sous-famille des Satyrinae qui résident en Afrique du Nord.

## Dénomination
Berberia est le nom donné par Jacques Hubert de Lesse en 1951.

## Liste des espèces
- Berberia abdelkader (Pierret, 1837) — Grand nègre berbère ou Giant Grayling.
  - Berberia abdelkader abdelkaderdans l'Est du Maroc, en Algérie et dans l'Ouest de la Libye.
  - Berberia abdelkader nelvai (Seitz, 1911) dans l'est de l'Algérie et l'ouest de la Tunisie.
  - Berberia abdelkader taghzefti (Wyatt, 1952) dans le Haut-Atlas marocain.
- Berberia lambessanus (Staudinger, 1901) — Grand nègre rifain

### Source
- (en) funet